# Frank-Jürgen Weise

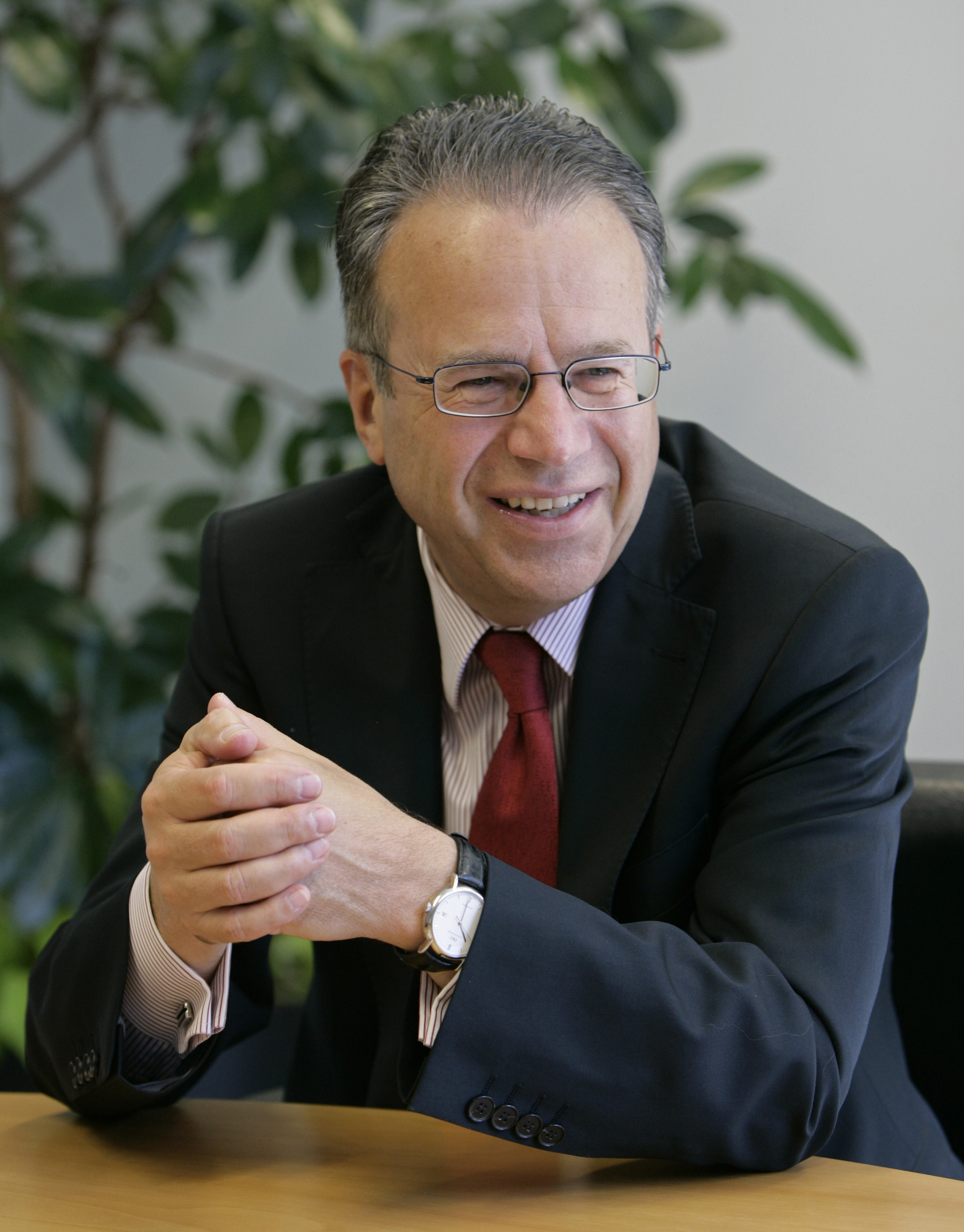
Frank-Jürgen Weise, 2010

Frank-Jürgen Weise (* 8. Oktober 1951 in Radebeul) ist ein deutscher Manager. Er war von 2004 bis 2017 Vorstandsvorsitzender der Bundesagentur für Arbeit und von September 2015 bis Jahresende 2016 gleichzeitig Leiter des Bundesamtes für Migration und Flüchtlinge. 2010 war er Vorsitzender der Bundeswehr-Strukturkommission. Von 2017 bis 2021 war er der 8. Präsident der Johanniter-Unfall-Hilfe. Anschließend war er bis März 2024 als Vorsitzender der Hertie-Stiftung engagiert, bevor er Mitglied im Aufsichtsrat von thyssenkrupp Steel wurde.

## Leben

### Herkunft
Frank-Jürgen Weise wurde in Radebeul bei Dresden geboren. Seine Familie zog in seiner Kindheit in die Bundesrepublik, wo er in Schweinfurt aufwuchs.

### Bundeswehr
Nach dem Schulabschluss 1971 verpflichtete er sich für zwölf Jahre als Soldat auf Zeit der Bundeswehr. Er durchlief als Offizieranwärter die Offizierausbildung der Fallschirmjägertruppe zum Offizier des Truppendienstes des Heeres. Von 1974 bis 1978 studierte er Betriebswirtschaftslehre an der Fachhochschule des Heeres 1 in Darmstadt und schloss das Studium als Diplom-Betriebswirt (FH) ab. Als Kompaniechef der Nachschubausbildungskompanie 19/II in der Salm-Kaserne in Philippsburg wurde er auch als Jugendoffizier eingesetzt. Von 1983 bis 1984 war Weise Dozent für Betriebswirtschaft an der Fachhochschule des Heeres. Er absolvierte gleichzeitig eine Weiterbildung an der privaten Controller-Akademie Gauting und verließ die Bundeswehr als Hauptmann.
Als Reserveoffizier wurde er u. a. als Bataillonskommandeur, stellvertretender Regimentskommandeur und Dezernent im NATO-Stab in Brüssel eingesetzt sowie als Inspizient der Bundeswehr für Nachwuchsgewinnung. Während einer seiner Wehrübungen lernte er Florian Gerster kennen. Weise hat den Rang eines Oberst der Reserve.

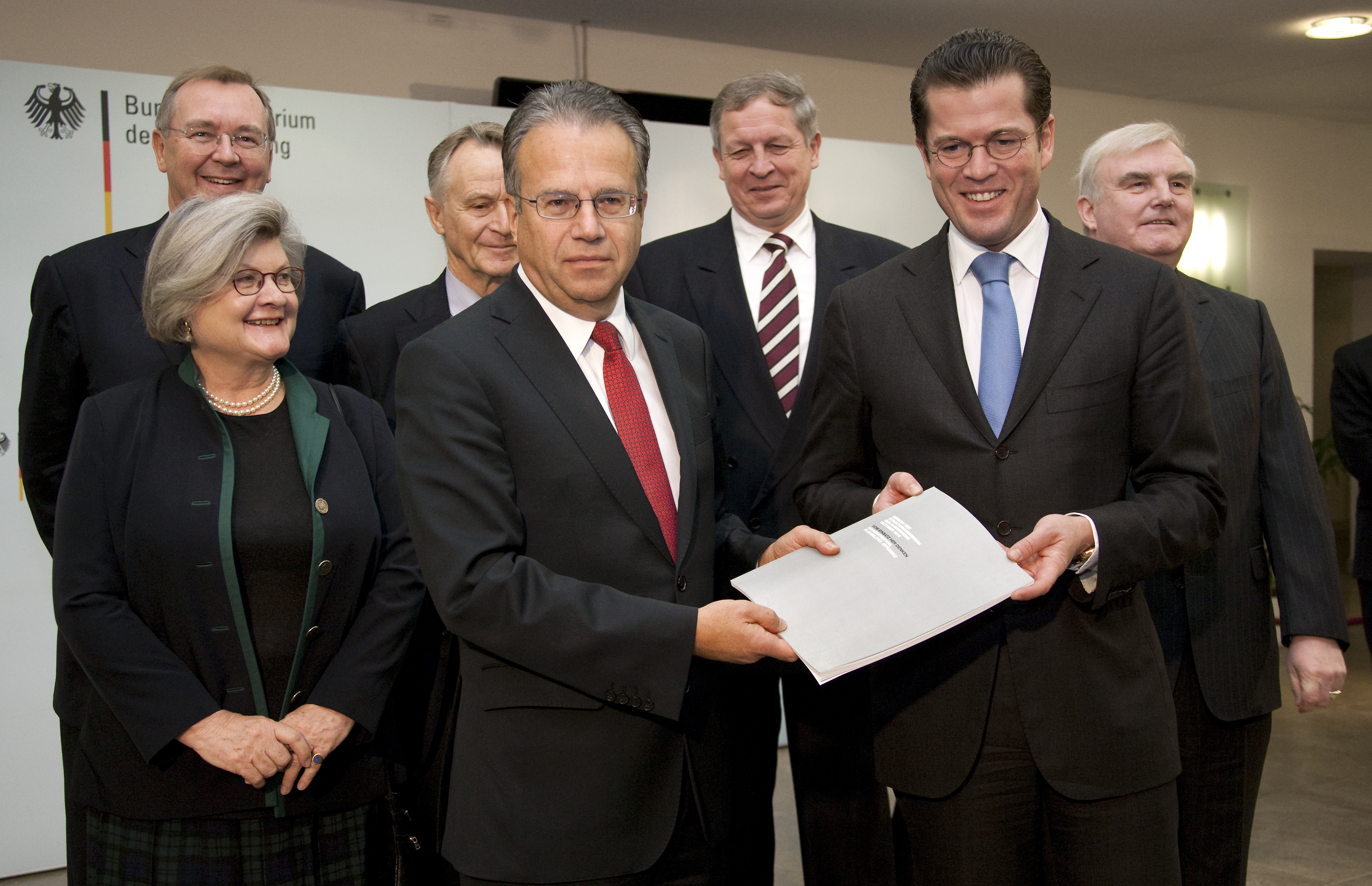
Übergabe des Berichtes der Strukturkommission, Oktober 2010

Im März 2010 übernahm er, zusätzlich zu seiner Leitungsfunktion bei der Bundesagentur für Arbeit, die Leitung der neuen Bundeswehr-Strukturkommission, um nach einer umfassenden Überprüfung der Strukturen der Bundeswehr die Effizienz der Bundeswehr und des Bundesverteidigungsministeriums zu verbessern. Ihren 114-seitigen Bericht mit dem Titel Vom Einsatz her denken. Konzentration, Flexibilität, Effizienz mit Vorschlägen für eine „radikale Erneuerung der Bundeswehr“ legte die Kommission am 23. Oktober 2010 vor.

### Unternehmensführung
Ab Januar 1985 arbeitete er als Controller bei dem Frankfurter Automobilzulieferer VDO Adolf Schindling AG in Schwalbach und ab Juli 1989 als Vorsitzender der Geschäftsführung bei der Braunschweiger Hüttenwerk GmbH. Im Jahre 1992 war er kurzzeitig Vorstand der Glyco AG in Wiesbaden-Schierstein, in der Phase der Übernahme des Unternehmens durch die US-amerikanische Federal-Mogul Corporation.
Ab Juli 1992 arbeitete er bei der Frankfurter SUP Societät für Unternehmensplanung, einer Headhunter-Firma, die ihren Hauptsitz nach Basel verlagert hatte. Im Januar 1997 wurde er Vorstandsmitglied der FAG Kugelfischer Georg Schäfer in Schweinfurt, welche 2001 von der Schaeffler-Gruppe aus Herzogenaurach übernommen wurde. Als Vorstandsvorsitzender der FAG Automobiltechnik war er für Finanzen, Controlling, IT und Personalwesen zuständig. 1997 war er Mitgründer, dann Vorsitzender, des Logistikunternehmens Microlog Logistics in Frankfurt am Main. Diese Firma brachte er als AG an die Börse und verkaufte sie in Aktien.
Weise war von 2009 bis 2017 Aufsichtsratsvorsitzender der Firma PTV Planung Transport Verkehr AG.

### Bundesagentur für Arbeit
Im Mai 2002 berief ihn der damalige Leiter der Bundesagentur für Arbeit, Florian Gerster, als Verantwortlichen für Finanzen in den Vorstand. Nach der vorzeitigen Ablösung Florian Gersters wurde Frank-Jürgen Weise am 6. Februar 2004 Vorstandsvorsitzender der Bundesagentur für Arbeit.
Ab 1. Februar 2007 wurden in der Zentrale der Bundesagentur für Arbeit die Vorstandsbereiche neu geordnet. Ziel der neuen Führungsstruktur war es, durch stärker getrennte Aufgabenprofile die gesetzlichen Aufgaben beider Rechtskreise (Arbeitslosenversicherung und Grundsicherung) besser zu erfüllen. Als Vorstandsvorsitzender war Weise in den Bereichen Finanzen und Personal tätig. Seine Vorstandskollegen waren Detlef Scheele (Vorstand Arbeitsmarkt) und Raimund Becker (Vorstand Regionen).
Am 7. Oktober 2016 beschloss der Verwaltungsrat der Bundesagentur, Scheele als Nachfolger für Weise im Amt des Vorsitzenden des Vorstands vorzuschlagen. Nach Zustimmung der Bundesregierung trat Scheele das Amt am 1. April 2017 an. Frank-Jürgen Weise trat wegen Erreichens der Altersgrenze Ende März 2017 ab. Als neues Vorstandsmitglied rückte Valerie Holsboer aus dem Verwaltungsrat in den Vorstand der Bundesagentur auf.

### Bundesamt für Migration und Flüchtlinge
Am 18. September 2015 stimmte Weise auf Bitten der Bundesregierung zu, zusätzlich zu seinen Aufgaben den seit dem Rücktritt von Manfred Schmidt am Tag zuvor vakanten Posten als Präsident des Bundesamt für Migration und Flüchtlinge (BAMF) zu übernehmen. Nachdem klar wurde, dass das rechtlich nicht zulässig ist, weil nach § 382 Abs. 5 SGB III Weise als Vorstandsvorsitzender der Bundesagentur für Arbeit nicht zugleich ein „besoldetes Amt“ antreten darf, sollte er stattdessen die „Aufgabe der Leitung“ des Bundesamtes ohne zusätzliche Bezahlung wahrnehmen; das Amt des BAMF-Präsidenten im statusrechtlichen Sinne erhielt er jedoch nicht. Der Wissenschaftliche Dienst des Deutschen Bundestages hat in einem Gutachten vom 27. Oktober 2015 die mit der Übertragung der zusätzlichen Leitungsaufgabe verbundene Problematik rechtlich beleuchtet. Die klassischen Amtschef-Aufgaben sollten nach Angaben des Innenministeriums vom Vizepräsidenten ausgefüllt werden. Zum Jahresende 2016 schied Weise aus dem BAMF aus; seine Nachfolge trat am 1. Januar 2017 Jutta Cordt an, die mit Wirkung zum 1. Februar 2017 auch auf das (vakante) Amt der Präsidentin ernannt wurde. Weise beriet das BAMF über seine Amtszeit hinaus als Beauftragter des Bundesministeriums des Innern; diese – in Nürnberg angesiedelte – Tätigkeit endete wie vorgesehen Ende 2017.

## Sonstiges
Bis September 2012 gehörte er dem 6. Beirat der Bundesakademie für Sicherheitspolitik an. Von 2013 bis 2014 war er Sprecher des Beirats der Clausewitz-Gesellschaft. Am 12. März 2014 ernannte ihn das Kuratorium der Gemeinnützigen Hertie-Stiftung zum Vorstandsmitglied ab 1. April 2014. Daraufhin wählte ihn der Vorstand zu seinem Vorsitzenden. Diesen Posten hatte er bis 2024 inne. Ihm folge Annette Schavan. Weise war Vorstandsmitglied der Deutschen Gesellschaft für Personalführung. Er ist Kuratoriumsmitglied der Deutschen Nationalstiftung und war von 2017 bis 2021 ehrenamtlicher Präsident der Johanniter-Unfall-Hilfe.
Er ist Mitglied der CDU.

## Privates
Weise ist mit einer Grundschullehrerin verheiratet und hat zwei Kinder. Er ist Mitglied einer Freien evangelischen Gemeinde (FeG).

## Auszeichnungen
Am 16. April 2008 erhielt Weise die Ehrenpromotion (Dr. rer. pol. h. c.) der Fakultät Sozial- und Wirtschaftswissenschaften der Otto-Friedrich-Universität Bamberg.
Er ist Träger des Bayerischen Verdienstordens, des Ehrenkreuzes der Bundeswehr in Gold, des Ehrenkreuzes der Bundeswehr in Silber für besondere Einzelleistungen und des Rechtsritterkreuzes des Johanniterordens.
Im Jahr 2016 erhielt er den Vordenker-Preis des Finanzberaters Plansecur.

## Veröffentlichungen
- Steuerfibel für Soldaten. Anleitung zum Lohnsteuerjahresausgleich 1980. Anleitung zur Einkommensteuererklärung. Pahl & Ardelt, Haibach 1980.
- Dienstzeitende. Was ist zu tun. Pahl & Ardelt, Langen 1982.
- Steuerfibel für Polizeibeamte. Schutzpolizei, Kriminalpolizei, Bundesgrenzschutz. Anleitung zum Lohnsteuerjahresausgleich. Anleitung zur Einkommen-Steuererklärung. Pahl & Ardelt, Haibach 1983.
- Einführen von Logistik. Eine spannende Anleitung zum programmierten Erfolg. Schäffer-Poeschel, Stuttgart 1993, ISBN 3-7910-0778-5.
- Bericht der Strukturkommission der Bundeswehr Oktober 2010. Vom Einsatz her Denken, Konzentration, Flexibilitär, Effizienz. (PDF)